# Джо Мака
Джозеф Андре Мака (англ. Joseph Andre Maca, 20 вересня 1920, Брюссель — 13 липня 1982, Нью-Йорк) — американський футболіст, що грав на позиції захисника за клуби «Ла Форестуазе», «Бруклін Іспано» та «Вайт Стар», а також національну збірну США.

## Клубна кар'єра
До Другої світової війни грав у бельгійській команді другого дивізіону «Ла Форестуазе», в якій провів дев'ять сезонів, взявши участь у 157 матчах чемпіонату. Під час війни прослужив 12 місяців у армії Бельгії, де грав у складі команди армії, заробивши медаль за свою роль у опорі. 
Після війни він переїхав до США і став грати за «Бруклін Іспано», до складу якого приєднався 1947 року. Відіграв за них наступні три сезони своєї ігрової кар'єри.
Після ЧС-1950 перейшов до клубу «Вайт Стар», за який відіграв один сезон. Завершив професійну кар'єру футболіста виступами за команду «Вайт Стар» у 1951 році.

## Виступи за збірну
1950 року дебютував в офіційних матчах у складі національної збірної США, незважаючи на те, що він не був громадянином США, але заявив про намір отримати громадянство і згідно з правилами Асоціації футболу США в той час він мав право грати. Протягом кар'єри у національній команді провів у її формі 3 матчі, забивши 1 гол.
У складі збірної був учасником чемпіонату світу 1950 року у Бразилії, де зіграв з Іспанією (1-3), з Англією (1-0) і з Чилі (2-5). 
Помер 13 липня 1982 року на 62-му році життя.